# درک برایان (بازیکن فوتبال)
درک برایان (انگلیسی: Derek Bryan؛ زادهٔ ۱۱ نوامبر ۱۹۷۴) بازیکن فوتبال اهل بریتانیا است.
از باشگاه‌هایی که در آن بازی کرده‌است می‌توان به باشگاه فوتبال همپتون و ریچموند بورو، باشگاه فوتبال ولینگ یونایتد، باشگاه فوتبال ابسفلیت یونایتد، باشگاه فوتبال والتون اند هرشام، و باشگاه فوتبال برنتفورد اشاره کرد.